# Словотвір (сайт)
«Словотвір» — інтернет-спільнота, яка добирає українськомовні відповідники іншомовним запозиченим словам. На сайті зібрано понад 12 тис. запозичених слів і близько 75 тис. українських відповідників.
Вносити слова та відповідники, а також голосувати за них, може будь-який користувач. Через це Словотвір не можна вважати науковим джерелом для визначення українських відповідників іншомовним запозиченням. Попри це, багато запропонованих відповідників містяться в академічних словниках української мови.

## Історія створення
Задум створення платформи з'явилася наприкінці 2011 року, через потребу перекласти українською словосполучення «mobile application developer». Слова «mobile» та «developer» на той час вже мали усталені відповідники, а от слово «application» мало кілька варіантів, кожен з яких мав своїх прихильників. У той час багато хто використовував транслітерацію з англійської — «аплікація», багато хто кальку з російської — «додаток», а дехто також варіант запропонований перекладачами компанії Microsoft — «застосунок». Вибрати який саме варіант використовувати в діловому листуванні було дуже важко. Ця задача знайшла своє рішення на Словотворі, де всі зареєстровані користувачі можуть голосувати за найкращий переклад до поданих запозичень.

## Рейтинг перекладів на сайті
Сайт веде рейтинг перекладів за кількістю користувачів, які за них проголосували. У таблиці наведено 5 перекладів, що назбирали найбільшу кількість голосів учасників станом на кінець вересня 2024 року в порядку спадання:
| Запозичення | Переклад   |
| ----------- | ---------- |
| дедлайн     | реченець   |
| меню        | стравопис  |
| лайк        | вподобайка |
| @           | равлик     |
| тьютор      | наставник  |